# R.S.V.U. Okeanos
De Roeivereniging van Studenten aan de Vrije Universiteit 'Okeanos' is de studentenroeivereniging aan de Vrije Universiteit in de Nederlandse universiteitsstad Amsterdam. Echter, studenten van de Universiteit van Amsterdam en de Hogeschool van Amsterdam kunnen ook lid worden. Okeanos is de enige vereniging met een eigen sociëteit aan de nationale roeibaan, de Bosbaan in het Amsterdamse Bos.

## Geschiedenis
De vereniging werd in 1957 opgericht door twee leden van de aan het Studentencorps aan de Vrije Universiteit verbonden disputen O.V. I.V.M.B.O. en O.V. A.G.O.R.A., te weten Wolter Sillevis Smitt (Oratorische Vereeniging I.V.M.B.O.) en Theo Kapteyn (Oratorische Vereniging A.G.O.R.A.).
De kleuren rood en groen waren de kleuren van beide disputen. Bij het oprichten van de vereniging werd er een spar-wedstrijd georganiseerd om te bepalen welke kleur boven en welke kleur onder zou komen op het wedstrijdshirt. Binnen Okeanos wordt er dan ook nog vaak gezegd “rood boven groen”.

De vereniging is sinds de Olympische Spelen van 1980 in Moskou onafgebroken vertegenwoordigd geweest op dit allerhoogste niveau.
In 1989 won de combinatie Oude Vier van Okeanos en Die Leythe de Varsity. Dit zorgde voor een rel in de roeiwereld en de aansluitende kroegjool liep uit op een veldslag waarbij de locatie in brand werd gestoken door leden van de corporale verenigingen en waarbij enkele agenten gewond raakten.

## Bekende Okeaniden
- Nico Rienks
- Helen Tanger
- Froukje Wegman
- Henk-Jan Zwolle
- Ronald Florijn
- Ineke Donkervoort
- Marijke Zeekant
- Rita de Jong
- Mechiel Versluis
- Roel Braas
- Ae-Ri Noort
- Tinka Offereins
- Hermijntje Drenth
- Eelco Meenhorst

## Bijzonderheden
- In 2007 maakte de vereniging een eigen televisieserie, De Acht, waarin camera's de eerstejaars zware acht volgden. Deze acht won het eerstejaarsklassement en zette tevens de snelste tijd ooit gevaren door een eerstejaars acht neer door 5.46.18 te varen in de voorwedstrijd van de NSRF slotwedstrijden.
- In 2008 won Okeanos de eerste Aegon Besturenbokaal, de prijs voor de best bestuurde Vereniging van Nederland.
- Op 7 juli 2019 won de verenigingsacht de Thames Challenge Cup op Henley Royal Regatta.